# .so
.so — национальный домен верхнего уровня для Сомали. Зарегистрирован 28 августа 1997 года. Спонсором домена является американская организация World Class Domains c/o Monolith Innovation Group.
20 июня 2008 года IANA получила запрос от Международного союза электросвязи на ределегирование домена .so по причине его неиспользуемости. МСЭ планировал поощрять организации, а также частных лиц, являющихся гражданами Сомали, на регистрацию доменов в зоне .so.
19 ноября 2008 года администрация домена .so прислала в IANA письмо, в котором говорилось:

Мы держим этот домен верхнего уровня ради граждан Сомали, поскольку вопрос с их правительством до сих пор не решён. У меня есть контакты сомалийцев, которые поддерживают наши действия.

Кроме того, в письме содержалась просьба отказать в запросе ределегации домена.
3 февраля 2009 года IANA приняла решение о передаче домена .so министерству почты и коммуникаций Сомали при поддержке Переходного Федерального Правительства страны.
В связи с частичным признанием независимости Южной Осетии были предложения о передаче домена .so этой стране.
1 апреля 2011 года начинается открытая регистрация домена .so. Домен национальной зоны республики Сомали .SO могут регистрировать все желающие — физические и юридические лица, резиденты и нерезиденты. Будут доступны следующие расширения: so, .com.so (для коммерческих организаций), .net.so (для сетей), .org.so (для некоммерческих организаций).
Запрещённые (зарезервированные) к регистрации имена доменов можно посмотреть здесь: список зарезервированных имён доменов.